# Lijst van olympische medaillewinnaars wielersport (mountainbike)
De discipline mountainbiken binnen de olympische sport wielersport is sinds de editie van 1996 een van de onderdelen die op de Olympische Spelen worden beoefend. Deze pagina geeft de lijst van olympische medaillewinnaars in deze discipline.

## Mannen
| Editie | Goud | Goud             | Zilver | Zilver                 | Brons | Brons                 |
| ------ | ---- | ---------------- | ------ | ---------------------- | ----- | --------------------- |
| 1996   | NED  | Bart Brentjens   | SUI    | Thomas Frischknecht    | FRA   | Miguel Martinez       |
| 2000   | FRA  | Miguel Martinez  | BEL    | Filip Meirhaeghe       | SUI   | Christoph Sauser      |
| 2004   | FRA  | Julien Absalon   | ESP    | José Antonio Hermida   | NED   | Bart Brentjens        |
| 2008   | FRA  | Julien Absalon   | FRA    | Jean-Christophe Peraud | SUI   | Nino Schurter         |
| 2012   | CZE  | Jaroslav Kulhavý | SUI    | Nino Schurter          | ITA   | Marco Fontana         |
| 2016   | SUI  | Nino Schurter    | CZE    | Jaroslav Kulhavý       | ESP   | Carlos Coloma Nicolás |
| 2020   | GBR  | Tom Pidcock      | SUI    | Mathias Flückiger      | ESP   | David Valero          |
| 2024   | GBR  | Tom Pidcock      | FRA    | Victor Koretzky        | RSA   | Alan Hatherly         |

| Land | Goud | Zilver | Brons |
| ---- | ---- | ------ | ----- |
| FRA  | 3    | 2      | 1     |
| GBR  | 2    | 0      | 0     |
| SUI  | 1    | 3      | 2     |
| CZE  | 1    | 1      | 0     |
| NED  | 1    | 0      | 1     |
| ESP  | 0    | 1      | 2     |
| BEL  | 0    | 1      | 0     |
| ITA  | 0    | 0      | 1     |
| RSA  | 0    | 0      | 1     |

Meervoudige medaillewinnaars
| Succesvolste | Meervoudige |
| --- | ----------- |
| 2-0-0 Julien Absalon 2-0-0 Tom Pidcock 1-1-1 Nino Schurter 1-1-0 Jaroslav Kulhavý 1-0-1 Bart Brentjens 1-0-1 Miguel Martinez |             |

## Vrouwen
| Editie | Goud | Goud                   | Zilver | Zilver               | Brons | Brons             |
| ------ | ---- | ---------------------- | ------ | -------------------- | ----- | ----------------- |
| 1996   | ITA  | Paola Pezzo            | CAN    | Alison Sydor         | USA   | Susan DeMattei    |
| 2000   | ITA  | Paola Pezzo            | SUI    | Barbara Blatter      | ESP   | Margarita Fullana |
| 2004   | NOR  | Gunn-Rita Dahle Flesjå | CAN    | Marie-Hélène Prémont | GER   | Sabine Spitz      |
| 2008   | GER  | Sabine Spitz           | POL    | Maja Wloszczowska    | RUS   | Irina Kalentieva  |
| 2012   | FRA  | Julie Bresset          | GER    | Sabine Spitz         | USA   | Georgia Gould     |
| 2016   | SWE  | Jenny Rissveds         | POL    | Maja Włoszczowska    | CAN   | Catharine Pendrel |
| 2020   | SUI  | Jolanda Neff           | SUI    | Sina Frei            | SUI   | Linda Indergand   |
| 2024   | FRA  | Pauline Ferrand-Prévot | USA    | Haley Batten         | SWE   | Jenny Rissveds    |

| Land | Goud | Zilver | Brons |
| ---- | ---- | ------ | ----- |
| FRA  | 2    | 0      | 0     |
| ITA  | 2    | 0      | 0     |
| SUI  | 1    | 2      | 1     |
| GER  | 1    | 1      | 1     |
| SWE  | 1    | 0      | 1     |
| NOR  | 1    | 0      | 0     |
| CAN  | 0    | 2      | 1     |
| POL  | 0    | 2      | 0     |
| USA  | 0    | 1      | 2     |
| ESP  | 0    | 0      | 1     |
| RUS  | 0    | 0      | 1     |

Meervoudige medaillewinnaars
| Succesvolste                                              | Meervoudige             |
| --------------------------------------------------------- | ----------------------- |
| 2-0-0 Paola Pezzo 1-1-1 Sabine Spitz 1-0-1 Jenny Rissveds | 0-2-0 Maja Włoszczowska |

Athene 1896 · 
Parijs 1900 · 
St. Louis 1904 · 
Londen 1908 · 
Stockholm 1912 · 
Antwerpen 1920 · 
Parijs 1924 · 
Amsterdam 1928 · 
Los Angeles 1932 · 
Berlijn 1936 · 
Londen 1948 · 
Helsinki 1952 · 
Melbourne 1956 · 
Rome 1960 · 
Tokio 1964 · 
Mexico-stad 1968 · 
München 1972 · 
Montréal 1976 · 
Moskou 1980 · 
Los Angeles 1984 · 
Seoel 1988 · 
Barcelona 1992 · 
Atlanta 1996 · 
Sydney 2000 · 
Athene 2004 · 
Peking 2008 · 
Londen 2012 · 
Rio de Janeiro 2016 ·
Tokio 2020 ·
Parijs 2024 ·
Los Angeles 2028
Medaillewinnaars: Baanwielrennen · BMX · Mountainbike · Wegwielrennen
Kampioenschappen:  Olympische Spelen ·
 Wereldkampioenschappen ·
WK marathon ·
 Europese kampioenschappen
 Belgie ·
 Denemarken ·
 Duitsland ·
 Finland ·
 Frankrijk ·
 Groot-Brittannië ·
 Italie ·
 Nederland ·
 Oostenrijk ·
 Polen ·
 Zwitserland
Klassementen:  Wereldbeker ·
 3 Nations Cup
Meerdaagse wedstrijden  Cape Epic ·
 Transalp Challenge ·
 Crocodile Trophy ·
 Belgian Mountainbike Challenge
Eendaagse wedstrijden:  Grand Prix d’Europe ·
 Hondsrug Classic ·
 Roc d'Ardenne ·
 Roc d'Azur ·
 Salzkammergut Trophy ·
 Sea Otter Classic ·
 Stappenbelt MTB Trophy
Strandraces:  De Panne Beach Endurance ·
 Egmond-pier-Egmond ·
 Hoek van Holland-Den Helder
Historisch:  Benelux Cup ·  Belgian MTB Grand Prix ·  MTB Topcompetitie